# Magyaratád, Somogy
Magyaratád  este un sat în districtul Kaposvár, județul Somogy, Ungaria, având o populație de 851 de locuitori (2011). 

## Demografie
Componența etnică a satului Magyaratád
     Maghiari (96,4%)
     Romi (1,73%)
     Germani (1,29%)
     Necunoscut (0,58%)
     Alții (0,58%)
Componența confesională a satului Magyaratád
     Fără religie (15,51%)
     Reformați (11,05%)
     Necunoscută (71,92%)
     Alte religii (2,47%)
Conform recensământului din 2011, satul Magyaratád avea 851 de locuitori. Din punct de vedere etnic, majoritatea locuitorilor (96,4%) erau maghiari, existând și minorități de romi (1,73%) și germani (1,29%). Apartenența etnică nu este cunoscută în cazul a 0,58% din locuitori. Nu există o religie majoritară, locuitorii fiind persoane fără religie (15,51%) și reformați (11,05%). Pentru 71,92% din locuitori nu este cunoscută apartenența confesională.